# Ronaldo de Assis Moreira
Ronaldo de Assis Moreira (Porto Alegre (Brasil), 21 de març de 1980), més conegut com a Ronaldinho (el petit Ronaldo en portuguès) o Ronaldinho Gaúcho, és un exfutbolista professional brasiler. És considerat per alguns seguidors un dels talents més grans que ha donat el món del futbol, comparat amb els clàssics mestres de la història d'aquest esport com ara Pelé, Maradona i Cruyff.
A nivell de tècnica individual, Ronaldinho Gaúcho va fer possible sobre el camp de joc genialitats que demostraven un domini conjunt del cos i la pilota a l'abast de molt pocs futbolistes.

## Biografia
Nascut a l'estat brasiler de Rio Grande do Sul, Ronaldinho és conegut com a Gaúcho, apel·latiu que reben els nascut en aquell estat.
Començà a jugar a futbol a les categories inferiors del Grêmio de Foot-Ball Porto Alegrense, club on jugava el seu germà Roberto, i debutà l'any 1992 al torneig de futbol sub-13 d'Alegrete.

## Carrera de club

### Grêmio Foot-Ball Porto Alegrense (1997-2001)
Ronaldinho debutà en el futbol professional l'any 1997 a l'equip de la seva ciutat, el Grêmio.
En aquest club hi jugà 3 temporades que l'impulsaren a la seva selecció i d'aquí al futbol europeu.
Tot i que sortí del club amb problemes per fitxar pel PSG, el seu balanç al Grêmio és de 35 partits oficials i 14 gols.

#### Palmarès

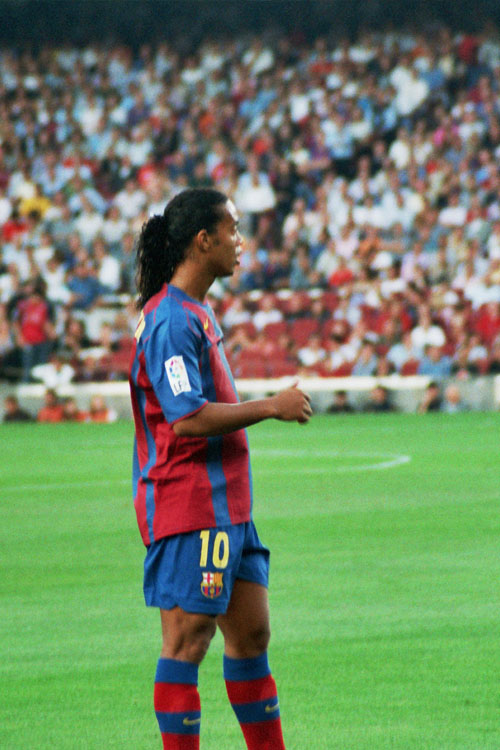
Ronaldinho amb la samarreta del Barça

- 1 Campionat de l'Estat de Rio Grande do Sul (1999)

### Paris Saint Germain (2001-2003)
El seu pas de dues temporades pel Paris Saint Germain no començà bé pel jugador. L'anunci precipitat del seu fitxatge el mantingué quatre mesos sense jugar. El PSG hagué de pagar 5 milions d'euros pel traspàs, després que la FIFA determinés aquesta quantitat com a compensació al club d'origen. D'altra banda, a l'entrenador Luis Fernández li va costar acceptar la singularitat de la jove estrella que tenia a l'equip i sovint varen tenir topades
El seu debut a la lliga francesa es produí el 4 d'agost de 2001 contra l'Auxerre, en el minut 62 de partit. El resultat final del partit va ser d'empat a un.
A la seva trajectòria al futbol francès no assolí cap títol, (exceptuant la Copa Intertoto de l'any 2002), però jugà la final de la Copa de França la temporada 2002-2003, perdent-la contra el mateix Auxerre pel resultat de 2-1.
Aconseguí 9 i 8 gols a la lliga, per cadascuna de les temporades que hi jugà.

#### Palmarès
- 1 Copa Intertoto (2002)

### Futbol Club Barcelona (2003-2008)
La seva arribada al Barça, l'any 2003, coincidí amb la victòria a les eleccions a la presidència de Joan Laporta. El president el portà com un element capaç de trencar el cercle viciós en què es trobava el club per portar-lo cap a un cercle virtuós. El cost del seu traspàs des del PSG s'elevà a 25 milions d'euros.
Temporada 2003-2004: Gràcies a la seva ràpida connexió amb el públic i l'espectacularitat de les seves jugades Ronaldinho es convertí ràpidament en un dels nous ídols del Camp Nou. L'equip malgrat tot només va aconseguir la Copa Catalunya en la seva primera temporada on el brasiler va aconseguir marcar 15 gols a la lliga. L'arribada del crack brasiler va ser el començament d'una nova etapa d'èxits a la història del club blaugrana, ja que al voltant de Ronaldinho es va confeccionar un gran equip comparable al Dream Team i considerat actualment un dels millors equips del món.
Temporada 2004-2005: Amb un equip més consolidat la segona temporada de Ronaldinho al Barça fou menys espectacular però més efectiva. L'equip va aconseguir la Copa Catalunya, la lliga espanyola i el gautxo va marcar 9 gols a la lliga i múltiples assistències.

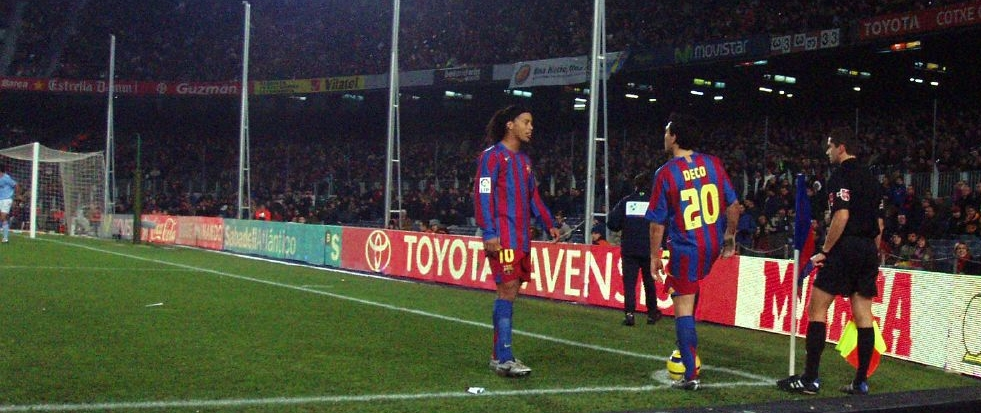
Ronaldinho i Deco a punt de llençar un córner al Camp Nou.

Temporada 2005-2006: L'equip va seguir augmentant la seva autoritat aconseguint el campionat de Lliga i la Champions League després d'una disputada final amb l'Arsenal Football Club. El brasiler va aconseguir 16 gols a la Lliga, va rebre la nominació de millor jugador de la competició, va fer el millor gol de la Champions League (premi atorgat per la UEFA) i posteriorment va rebre la pilota d'or atorgada per la revista France Football (un dels guardons més prestigiosos per a un futbolista a títol individual). Ronaldinho va marcar, durant la seva estada al Barça, 15 gols de falta directa a la lliga espanyola, esdevenint així un dels màxims golejadors de la història de la competició en aquest tipus de llançament.

#### Palmarès
- 3 Copes Catalunya (2003, 2004 i 2006)
- 2 Lligues espanyoles (2004-2005 i 2005-2006)
- 2 Supercopes d'Espanya (2005 i 2006)
- 1 Copa d'Europa (2005-2006)

### Associazione Calcio Milan (2008-2011)
Després d'una llarga crisi de joc, el jugador va fitxar per l'AC Milan l'estiu del 2008. Pel traspàs, el club llombard va pagar 21 milions d'euros més 4 milions segons variables.

#### Palmarès
- 1 Lligues d'Itàlia (Scudetto) (2010-11)

## La selecció del Brasil
Ronaldinho va debutar amb la seleçao el 26 de juny de 1999 en un partit de la Copa Amèrica contra Veneçuela, marcant un gol després de fer un barret a un defensa. Brasil acabaria emportant-se aquell campionat.
L'any 2002 Ronaldinho tingué el paper protagonista en la victòria brasilera del Copa del Món de Futbol de Corea del Sud i Japó. Hom recorda especialment el gol des de 35 metres que marcà als quarts de final contra Anglaterra, superant el porter David Seaman.
El juny de 2005 capitanejà la seva selecció a la Copa Confederacions jugada a Alemanya, que novament s'endugué amb comoditat, guanyant l'eterna rival Argentina a la final pel resultat de 4-1.
A les categories inferiors de la selecció, Ronaldinho conquerí el campionat del món sub-17 l'any 1997, i es convertí en el màxim realitzador i se'l designat millor jugador del torneig.
Fins a l'actualitat Ronaldinho suma 34 participacions oficials amb la seva selecció absoluta, en les quals ha marcat 13 gols.

### Palmarès
- 1 Copa Amèrica (1999)
- 1 Torneig preolímpic (2000)
- 1 Campionat del Món (2002)
- 1 Copa Confederacions (2005)

## Guardons a títol individual
- Golden Foot (2009)[5]
- 2 Fifa World Player (2004 i 2005)
- Pilota d'or (2005)[6]
- Inclòs a la llista FIFA 100
- Millor jugador de la Lliga de Campions 2005-2006, per la UEFA.
- Millor gol de la Lliga de Campions (2004-2005)
- Millor davanter de la Lliga de Campions (2004-2005)
- Millor jugador sud-americà de la lliga espanyola (2004)
- Pilota de plata brasiler (2000)
- Millor jugador de la Copa Confederacions (1999)
- Màxim golejador de la Copa Confederacions (1999)
- Màxim golejador de l'estat de Río Grande do Sul (1999)

## En la cultura popular
La figura de Ronaldinho va traspassar el marc del futbol i esdevingué un personatge conegut mundialment pel seu carisma i estil de joc alegre. Al seu país, el dibuixant Mauricio de Sousa va retre homenatge al futbolista amb la revista de còmics Turma do Ronaldinho Gaúcho, que va ser llançada el 2006 i, posteriorment, adaptada en una sèrie de dibuixos animats.